# St. Mauritius (Köln)

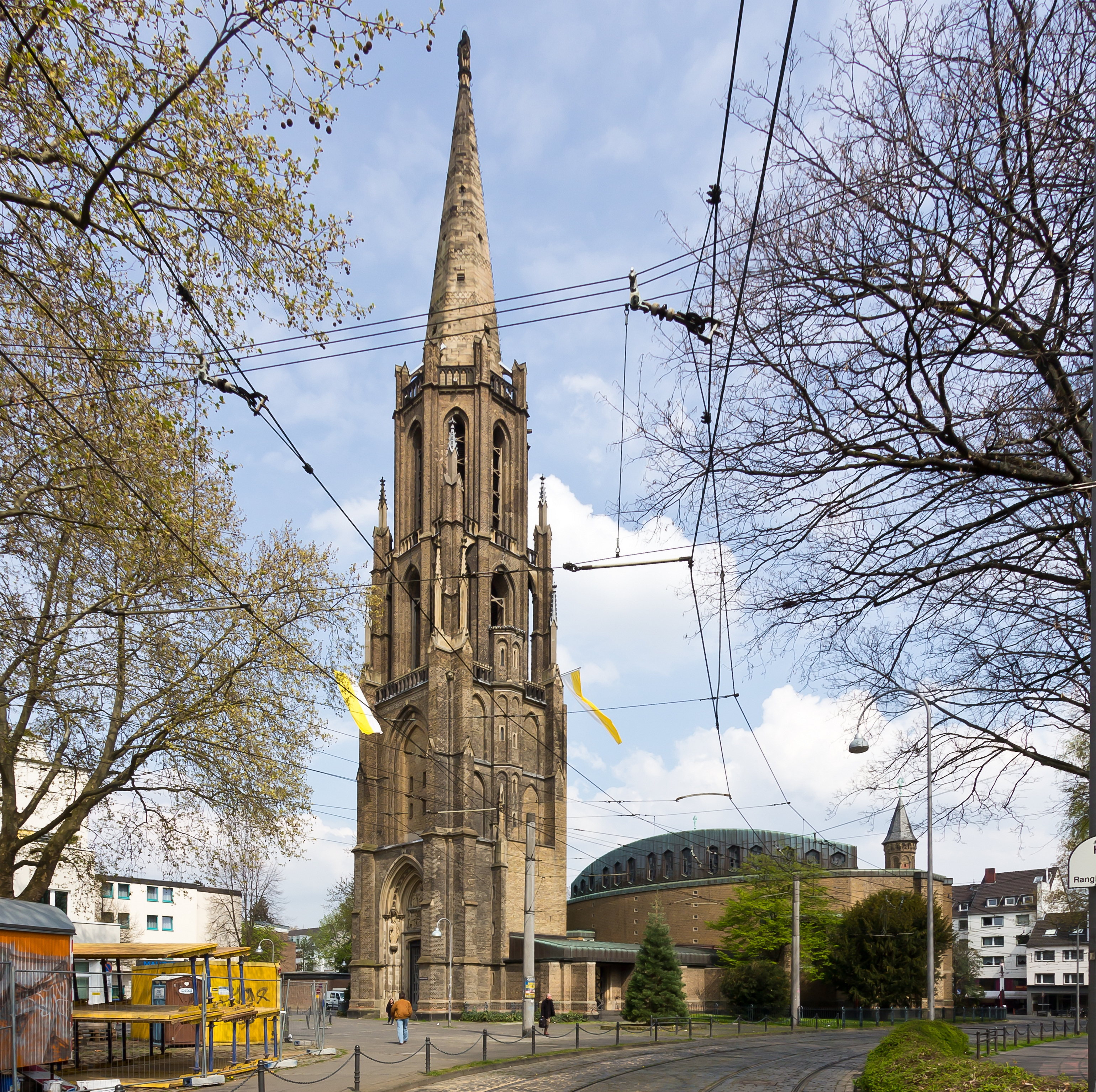
St. Mauritius, Blick von der Jahnstraße, 2012

Die Pfarrkirche St. Mauritius in Köln hat ihren Ursprung in hochmittelalterlicher Zeit. Sie wurde erstmals im Jahr 1135 erwähnt.

## Lage
Das mächtige Bauwerk steht auf dem nach ihm benannten Mauritiuskirchplatz. Dieser ist östlich begrenzt durch die Straße Mauritiussteinweg, an der Südseite verläuft die hier beginnende Jahnstraße. Westlich des Platzes mündet die Arndtstraße und im Norden die Straße Am Rinkenpfuhl. Der Mauritiuskirchplatz liegt im Stadtteil Altstadt-Süd und gehört zum Stadtbezirk Innenstadt.

## Anfang als Eigenkirche

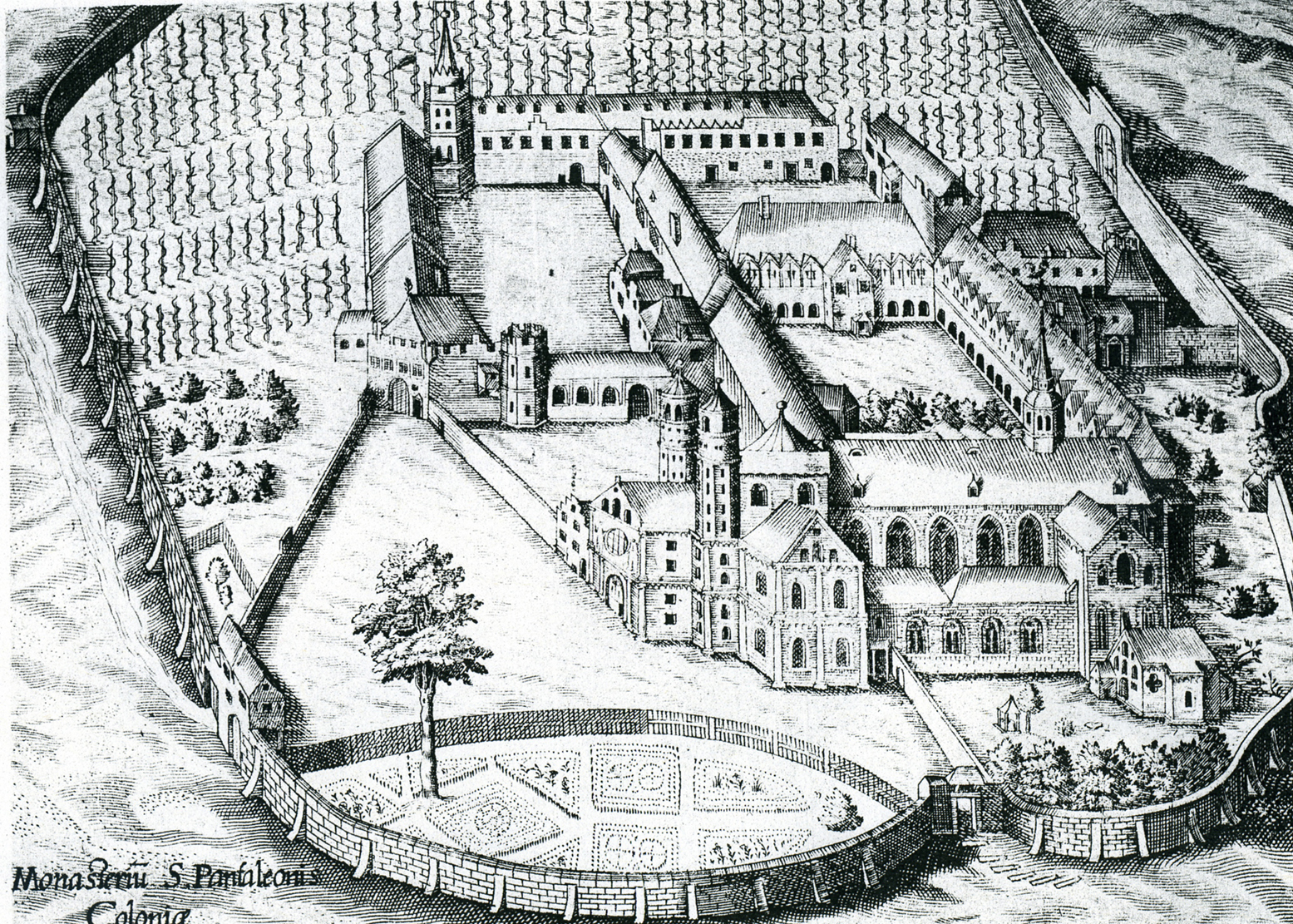
Die in Weingärten gelegene Abtei St. Pantaleon um 1625

Die Abtei St. Pantaleon verfügte über erheblichen Grundbesitz in suburbio coloniensis civitatis in der damaligen Vorstadt. Hier stand auch die „Eigenkirche“ der Abtei, deren genaue Datierung hinsichtlich ihrer Errichtung jedoch nicht möglich ist. In Köln gab es weit über 100 dieser Kirchen. Der Höchststand im Eigenkirchenwesen liegt im 9. und 10. Jahrhundert. Ein Beispiel gibt die noch heute in dieser Form existierende „Familienkirche“ St. Gregorius im Elend in der Kölner Südstadt.
So liegt die Zeit der Erbauung dieser ersten Vorgängerkirche, der späteren Klosterkirche der Benediktinerinnen im Pantaleonssprengel, vor der salischen in der ottonischen Periode.
Sie unterstand der dem gleichen Orden zugehörigen Abtei St. Pantaleon, dir Otto der Große im 10. Jahrhundert gegründet hatte. Sie wurde später zur Pfarrkirche erhoben.

### Wachsende Kirchengemeinde
Die ständig steigenden Bevölkerungszahlen bewirkten auch einen starken Andrang der Gläubigen zu den Gottesdiensten. Er beeinträchtigte sogar den Ablauf der klösterlichen Liturgie der Mönche in der Abteikirche St. Pantaleon. Um diesen Zuwachs an Gläubigen in dem sich ausdehnenden Wohnviertel des Sprengels gerecht zu werden, wurde der Neubau einer mehr Raum bietenden Kirche beschlossen. Sie sollte zur Pfarrkirche des neuen Kirchspiels St. Mauritius werden.

### Ende der „Eigenkirche“ und Neubau
Als Ersatz der abzureißenden Eigenkirche stiftete im Jahr 1135 der wohlhabende Kölner Bürger Hermann de Scipiona, auch „von Stave“ oder „von Stabe“ genannt, und seine Frau Ida die Geldmittel für den Bau einer neuen größeren Kirche. Das Geschlecht der „Staben“ (von Stabe, de baculo), an dessen Wohnsitz noch jetzt die Straßenbezeichnung „Stavenhof“ in der Nähe des Eigelsteintores erinnert, wird in der Chronik der Stadt Köln mehrmals erwähnt. Der Kirchenbau wurde nach sechsjähriger Bauzeit durch Erzbischof Arnold I. von Köln im Jahre 1141 zu Ehren des heiligen Mauritius konsekriert.
Die Zeitangaben zur Ersterwähnung schwanken zwischen dem Jahr 1135, sowie 1141 und der Angabe zu Kloster und Kirche 1144. Hierbei bezieht sich das Jahr 1135 auf den Baubeginn, denn es wird eine Bauzeit von 6 Jahren erwähnt, das Jahr 1141 auf die Weihe. Die Erwähnung im Jahr 1144 bezieht sich auf beide Bauwerke, Kloster- und Pfarrkirche.

## Neubau in der Pantaleonsvorstadt

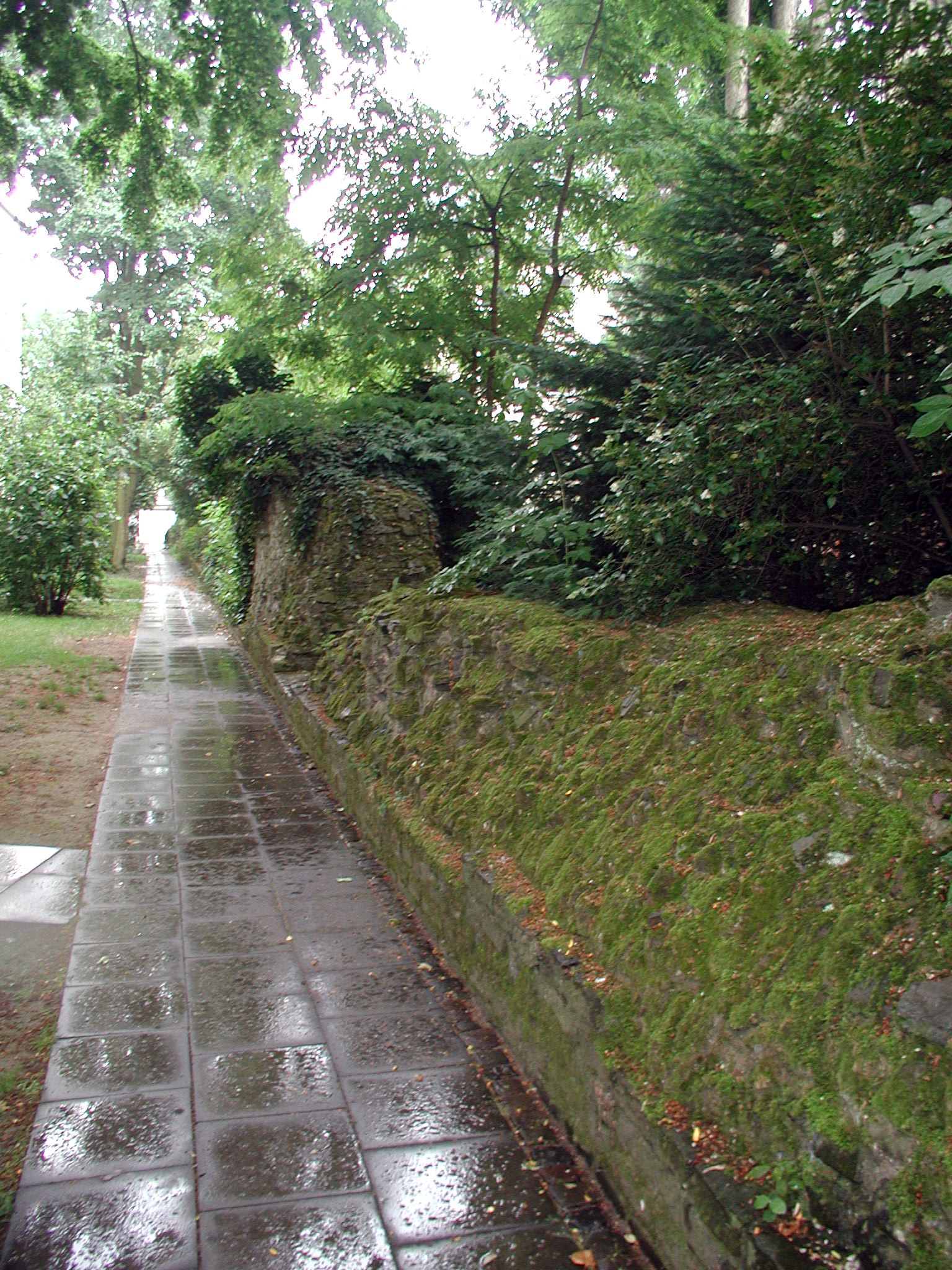
Römermauer am Mauritiussteinweg

Gebaut wurde unmittelbar vor der ersten römischen Stadtmauer, deren Reste noch heute in den Gärten der hinter der Kirche (östlich, stadteinwärts) liegenden Häuserzeilen des Mauritiussteinweges zu besichtigen sind.
Wie die ihr auch damals schon benachbarten Kirchen, St. Aposteln, westlich von ihr gelegen, oder St. Pantaleon im Süden, gehörte auch St. Mauritius noch nicht zum eigentlichen Stadtgebiet. Die Kirche war nach der im Jahre 1106 vorgenommenen zweiten Stadterweiterung im westlichen Bereich der Stadt eine der ersten neuen Kirchen auf dem entstehenden, später (um 1180) auch befestigten suburbanen Gelände der wachsenden Pantaleonsvorstadt.
In einer Urkunde des Jahres 1144 verfügt Arnold I. von Köln ausdrücklich, den Westbau der Kirche mit seiner Michaelskapelle und der Westempore dem neben der Kirche befindlichen Kloster der Benediktinerinnen für ihre Gottesdienste zu überlassen.

### Bauwerk und Einweihung
Die Kirche wurde im Stil einer romanischen Pfeiler- und Gewölbebasilika errichtet. Ihr Langhaus, ohne die bis dato übliche flache Holzdecke, war als erste Kölner Kirche zugleich mit ihren Seitenschiffen als Gewölbe angelegt.
Der dreischiffige Bau ohne ein Querschiff hatte drei Joche und war zum östlichen Ende hin mit einem Drei-Apsiden-Abschluss versehen. Zur Stadt hin trennten verzierende, schlanke Flankentürme als Treppentürme die fein gestuften Apsiden der Kirchenfassade. Ihre Anbindung an das Kirchenschiff erhielten die Türme durch ein sie umgreifendes Traufgesims.
Die Obergadenwände des Langhauses und des Westbaues hatten paarweise angeordnete Fenster und äußere Blendarkaden. Der quadratische Mittelbau des der Basilika vorgesetzten Westbaues hatte jeweils zur Nord- und Südseite hin doppelgeschossige Seitenflügel. Die Seitenschiffe des Langhauses setzten sich in diesen Flügeln bis zur Westfassade fort. Das Langhaus selbst wurde in dieser Kombination durch ein Zwischenjoch mit dem Westwerk verbunden. Die mit kleinen Giebeln versehenen Seitenflügel erhoben sich über die in sie übergehenden Seitenschiffe hinaus. Mittig auf dem Emporengeschoss, Seitenflügel und Langhaus überragend den Mittelbau mit seinem Fundament als Sockel nutzend, erhob sich ein mächtiger, in einer vierseitigen Pyramide endender Turmbau.

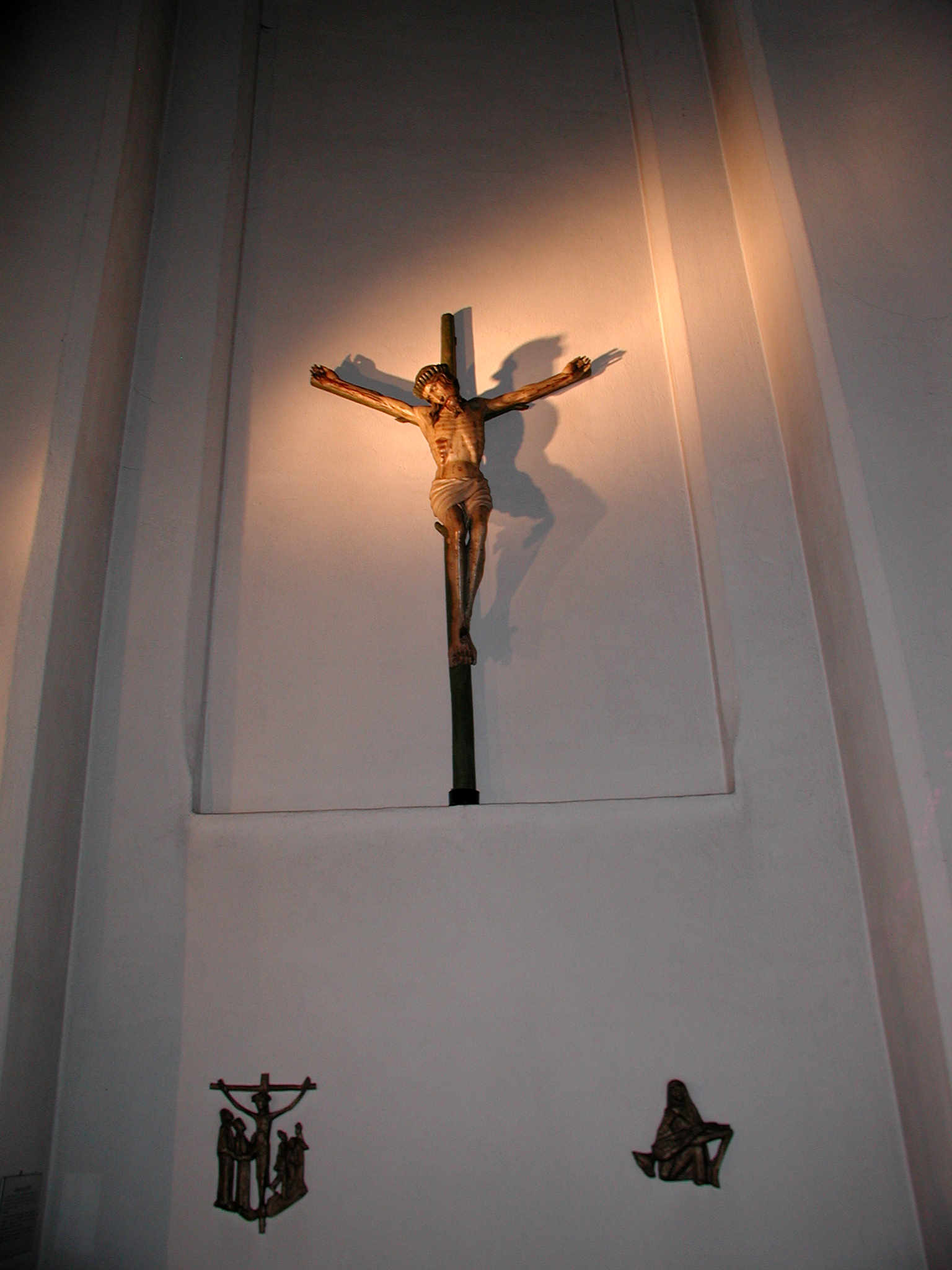
St. Mauritius, Kölner Gabelkreuz um 1415

Leichte Änderungen wurden in spätgotischer Zeit vorgenommen. So wurden, um den Lichteinfall zu erhöhen, die Fenster der Seitenschiffe und der Apsiden erweitert. Das Kircheninnere änderte sich durch einen im Jahr 1483 gestifteten neuen Hochaltar. Ein Ereignis des Jahres 1572 ist die Absetzung des Pfarrers, der es gewagt hatte, im Sinne Martin Luthers zu predigen. Eine westliche Vorhalle, welche noch 1572 erwähnt wurde, muss später abgetragen worden sein. Im 18. Jahrhundert wurde die Ausstattung der Kirche barockisiert.
Die Kirche war mit einer Nonnenempore ausgestattet. Dieser Einbau, oftmals reich mit Malereien verziert, war häufig bei mittelalterlichen Klosterkirchen anzutreffen. Bei den nach der Säkularisation verbliebenen Kirchen wurden sie, wie auch hier, oftmals abgerissen.

### Ende der Klosterkirche
Das Ende der Pfarr- und Klosterkirche im 19. Jahrhundert begann mit den Ereignissen und Auswirkungen der französischen Besatzung der Stadt. Nach der Aufhebung des Klosters im Jahre 1802 wurde die Kirche versteigert – aller kirchlicher Besitz war verstaatlicht worden. 1830 wurde der Westteil der Kirche bis auf das Untergeschoss abgerissen. Obwohl durch Stadtbaumeister Johann Peter Weyer schon zwei Jahre später ein Holzturm zur Aufnahme der Glocken errichtet worden war, die Pfarrgemeinde sogar 1842 einen Kostenplan zur Erhaltung erstellt hatte, war das Ende für die Kirche nicht aufzuhalten gewesen. Der restliche Kirchenbau wurde 1846 aufgrund angeblicher erheblicher Bauschäden und Einsturzgefahr trotz gegenteiliger Expertise des Dombaumeisters Ernst Friedrich Zwirner aus dem Jahr 1845 durch die Behörde geschlossen. Dem endgültigen Abriss (mit Ausnahme von Teilen des Unterbaues) im Jahr 1859 waren lange Debatten um eine Instandsetzung oder den Abriss vorausgegangen.

## Kloster der Benediktinerinnen
Die ersten Benediktinerinnen für den Konvent an St. Mauritius stammten wahrscheinlich aus dem Mutterhaus der Nonnen auf der Rheininsel Rolandswerth: Nonnenwerth hieß früher noch Rolandswerth. Erzbischof Arnold I. von Köln bezeichnet in einer Urkunde die Rheininsel auch als Insula beatae Mariae Virginis – als Liebfraueninsel. Die Gründung des Klosters fällt in die Zeit der schriftstellerischen Tätigkeit der Benediktinerin Hildegard von Bingen (1098–1179).
Ein schon bald ausbrechender Streit bezüglich Grundbesitz und kirchenrechtlicher Zuständigkeit zwischen Abtei und den Nonnen veranlasste den Erzbischof einzugreifen.
Er verfügte für den Konvent:
„dass die Ordensschwestern, welche er von Nonnenwerth hierher berufen, in der Besorgung ihrer äußeren Angelegenheiten sich selbst überlassen und frei sein sollten, so sollen sie weder bei Mangel noch bei Überfluss auf den Abt angewiesen sein; dass sie aber in der Seelsorge und der Beobachtung der Ordensregel nach dem Erzbischofe an zweiter Stelle dem Abte zu gehorchen hätten. Die Mutter oder Vorsteherin soll von den Schwestern frei gewählt, aber nicht Äbtissin, sondern nur Priorin genannt werden.“
Der Erzbischof ordnete weiterhin an, der Abt habe den Schwestern des Klosters 25 Morgen Land nebst einigen Parzellen an der Kirche zur Nutzung zu überlassen, jedoch unter Vorbehalt des Eigentumsrechtes der Abtei. Er verfügte für die Kirche: „dass dieselbe als Pfarrkirche (ecclesia parochialis) der Kirche St. Pantaleon zugehörig (pertinens) sei; dass der Abt deshalb das Recht, welches er bis dahin gehabt, auch fürderhin besitzen sollte, so namentlich das Recht der Investitur oder Anstellung des Pfarrers, sowie die Immunität (Freiheit von Steuern, Abgaben und anderen Lasten).“
Das Kloster gelangte schon bald zu erheblichem Grundbesitz. Im Jahr 1152 schenkte Abt Wolbero von St. Pantaleon den Nonnen acht Morgen Land, bei Sülz (ad curtem in Sulpze) gelegen, um daraus beliebigen Nutzen zu ziehen. 1157 beurkundete Erzbischof Friedrich II., dass die Nonnen der Kirche St. Mauritius, welche in der Vorstadt von Köln errichtet ist, in der Villa Marsdorp drei Mansen für 130 Mark rechtmäßig erworben haben. Nur wenige Jahre später bestätigte der nächste Kölner Erzbischof Rainald von Dassel ebenfalls rechtmäßigen Erwerb von umfangreichen Liegenschaften durch den Konvent:
- Ein Hof in Hönningen bei Rondorf (curtem in hoingen), sechs Mansen;
- Ein Hof in Meschenich (Meschingin), zu 48 Mark für 90 Morgen;
- Einzelne Besitzungen in Rath (Rothe);
- Einen Hof in Junkersdorf (Guntersdorp), teilweise herrührend vom Stifter des Klosters und der Kirche, Hermanus und Ida;
- Einige Besitzungen in Remagen (Rinage);
- Zwei Mansen vor Ort neben dem Kloster (in pago juxta clausterum), von denen jeder jährlich einen „Solidi“ Zins zu zahlen hatte;
- Fünfzehn Morgen in Lich und fünfundvierzig Morgen Land in Emb (Embe);

In den folgenden Jahrhunderten wurden durch den Eintritt von begüterten Töchtern in das Kloster Ländereien und Anwesen gestiftet, wie im Jahr 1459 durch Adam von Haren, der Ältere einen bedeutenden Meierhof, das Gut Baelä mit Ländereien westlich von Aachen sowie durch Adam von Haren, der Jüngere das Gut Hanbruch.
Das zugleich mit der Kirche erbaute Nonnenkloster lag nicht an der Stelle des späteren Kölner Alexianerklosters, sondern weiter von der Straße zurück. Es lehnte sich an die südwestliche Seite der Kirche an und umschloss sie mit seinen Wohn- und Hofgebäuden. Der Garten des Klosters lag längs der alten Taubengasse und grenzte an die weitläufigen Besitzungen des Wolfer Hofes. Unmittelbare Verbindung zur Kirche hatte das Kloster, indem der untere Kreuzgang in die Turmhalle und die oberen Gänge auf die vorgebaute Nonnenempore führten. Die Pfarr- und Klosterkirche in ihrer Doppelfunktion bot den Nonnen nicht nur einen separaten Ort zum Gebet, sondern auch einen eigenen in der Chorapside stehenden Altar. Der Pfarraltar, in der Mitte der Kirche am Anfang des Langschiffes stehend, sowie der Nonnenaltar dienten auch als Gabentisch. Dort niedergelegte Geld- und Sachspenden der Gläubigen fielen je nach gewähltem Altar an die Pfarrei oder an den Konvent.
In den Jahren 1770 bis 78 wurden Baulichkeiten des Klosters erneuert. Auch wurde ein mit einem Innenhof versehenes barockes Geviert errichtet, welches bis in die heutige Zeit erhalten blieb.

### Ende des Klosters

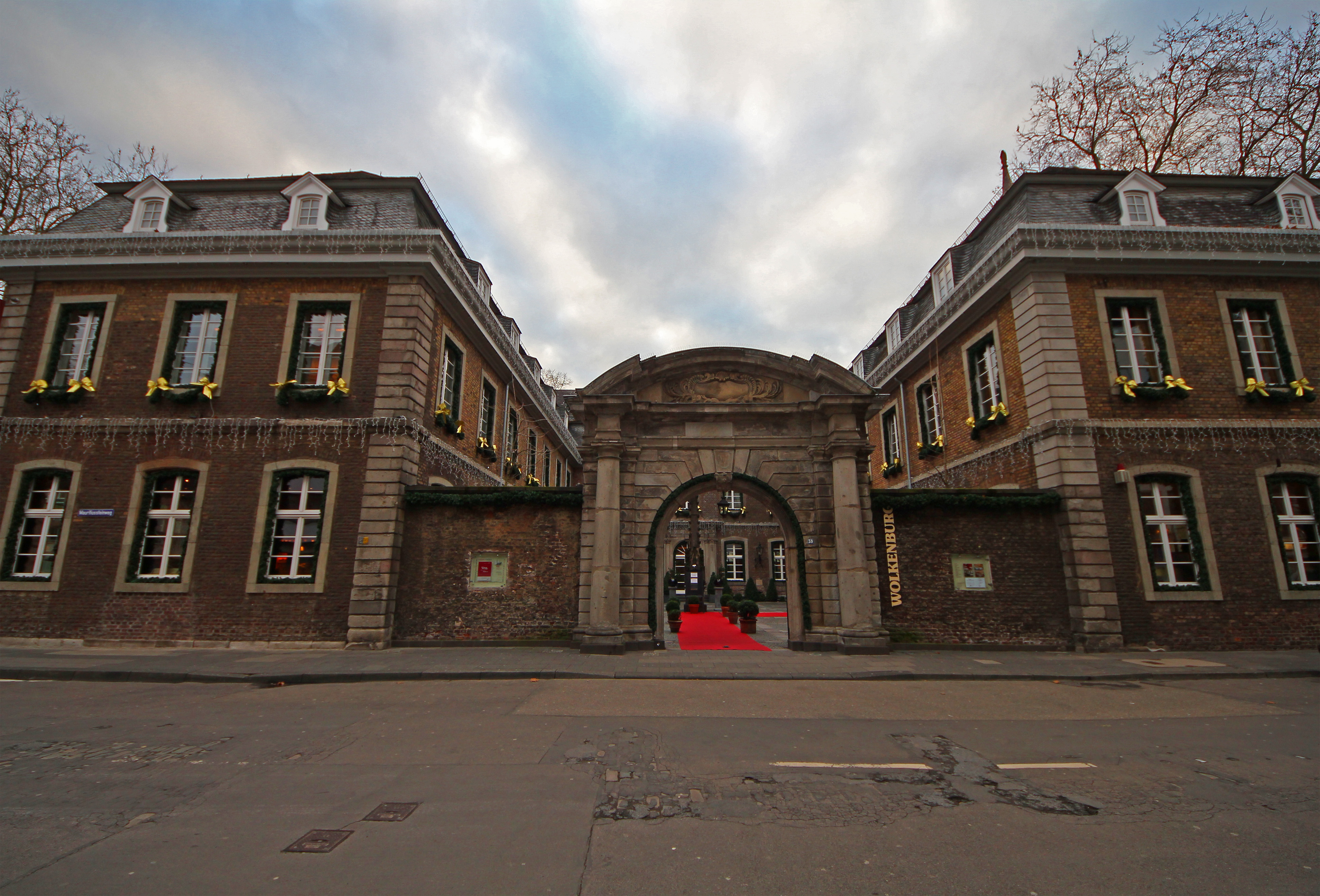
Kloster der Benediktinerinnen, die heutige „Wolkenburg“

Dieser Teil der Klosteranlagen, unter dem Namen „Wolkenburg“ in heutiger Zeit in Köln stadtbekannt, überstand im Gegensatz zum Rest der klösterlichen Anlage (Westbau der Kirche) die späteren Zeiten der Säkularisation sowie die Weltkriege des 20. Jahrhunderts.
Das Kloster bestand bis zur Besetzung Kölns unter Napoleon. 1802 wurde der Besitz des Ordens der Benediktinerinnen säkularisiert, die Abtei St. Pantaleon und damit auch die Benediktinerinnengemeinschaft an St. Mauritius aufgehoben. Die Ordensschwestern wurden im Kloster der Unbeschuhten Karmelitinnen in der Schnurgasse vorübergehend aufgenommen, dann verliert sich ihre Spur.
Alle Besitztümer des Klosters fielen an die Domänenverwaltung, wurden versteigert und gerieten so in privaten oder städtischen Besitz. Der mit der St. Mauritiuskirche eng verbundene Konvent der Benediktinerinnen, der über Jahrhunderte Bestand hatte, existierte nicht mehr.

### Alexianer

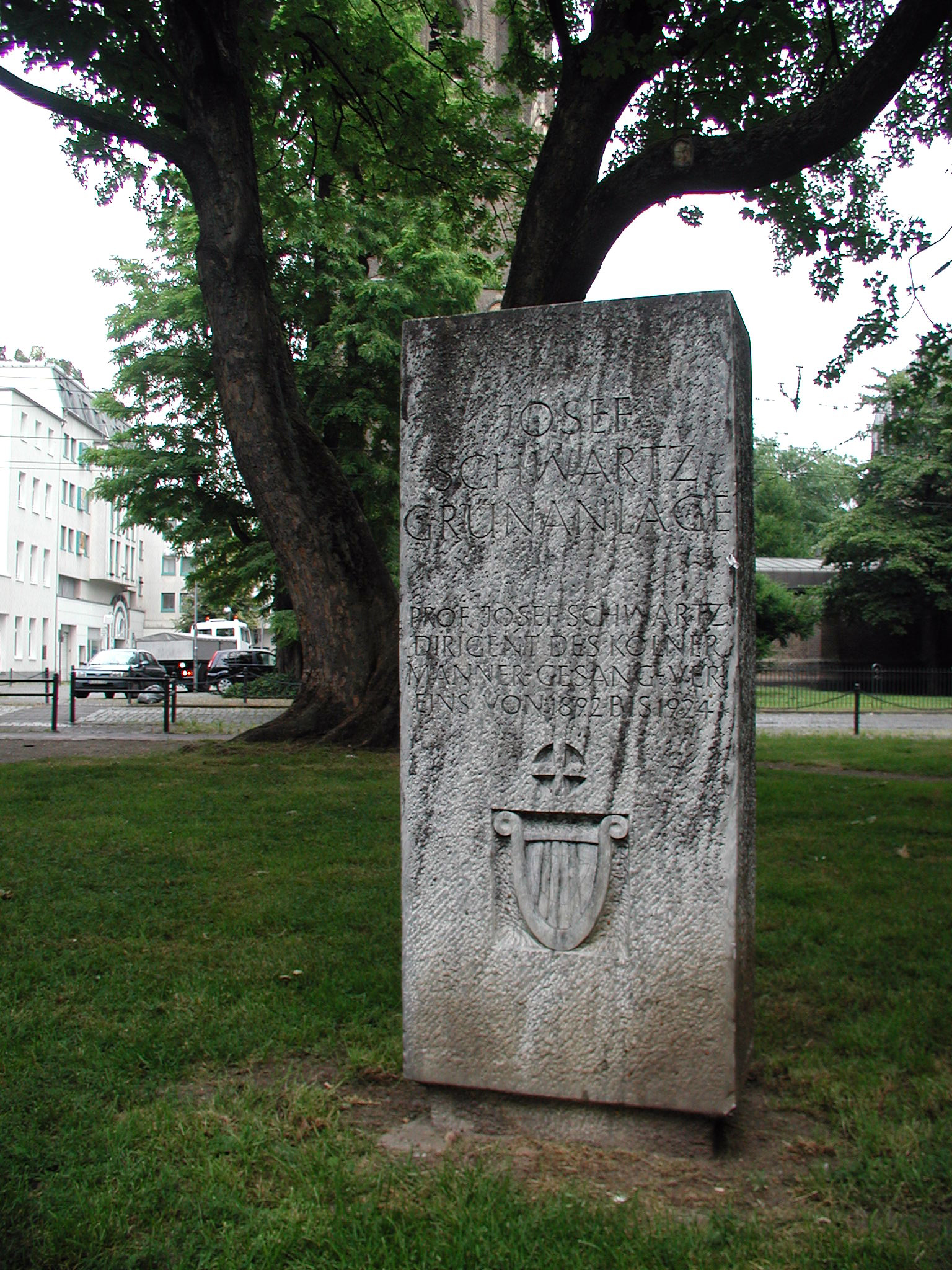
Grünanlage Josef Schwartz, Gedenkstein

Zu einem Preis von 15.500 Talern erwarben die „Laienbrüder“ der Kölner Alexianer, im Kölner Volksmund auch „Lungebröder“ nach ihrem vorherigen Domizil in der Lungengasse genannt, im Juni 1829 das Anwesen mit einigem Ackerland. Sie verblieben dort bis zur Jahrhundertwende.
An das heutige zu Gastronomiezwecken genutzte ehemals klösterliche Anwesen grenzt an der Rückseite die Josef-Schwartz-Grünanlage. Sie wurde zu Ehren eines verdienten Mitgliedes des Kölner Männer-Gesang-Vereins „Cäcilia Wolkenburg“ mit einem Gedenkstein versehen.

## Bau der neugotischen Kirche

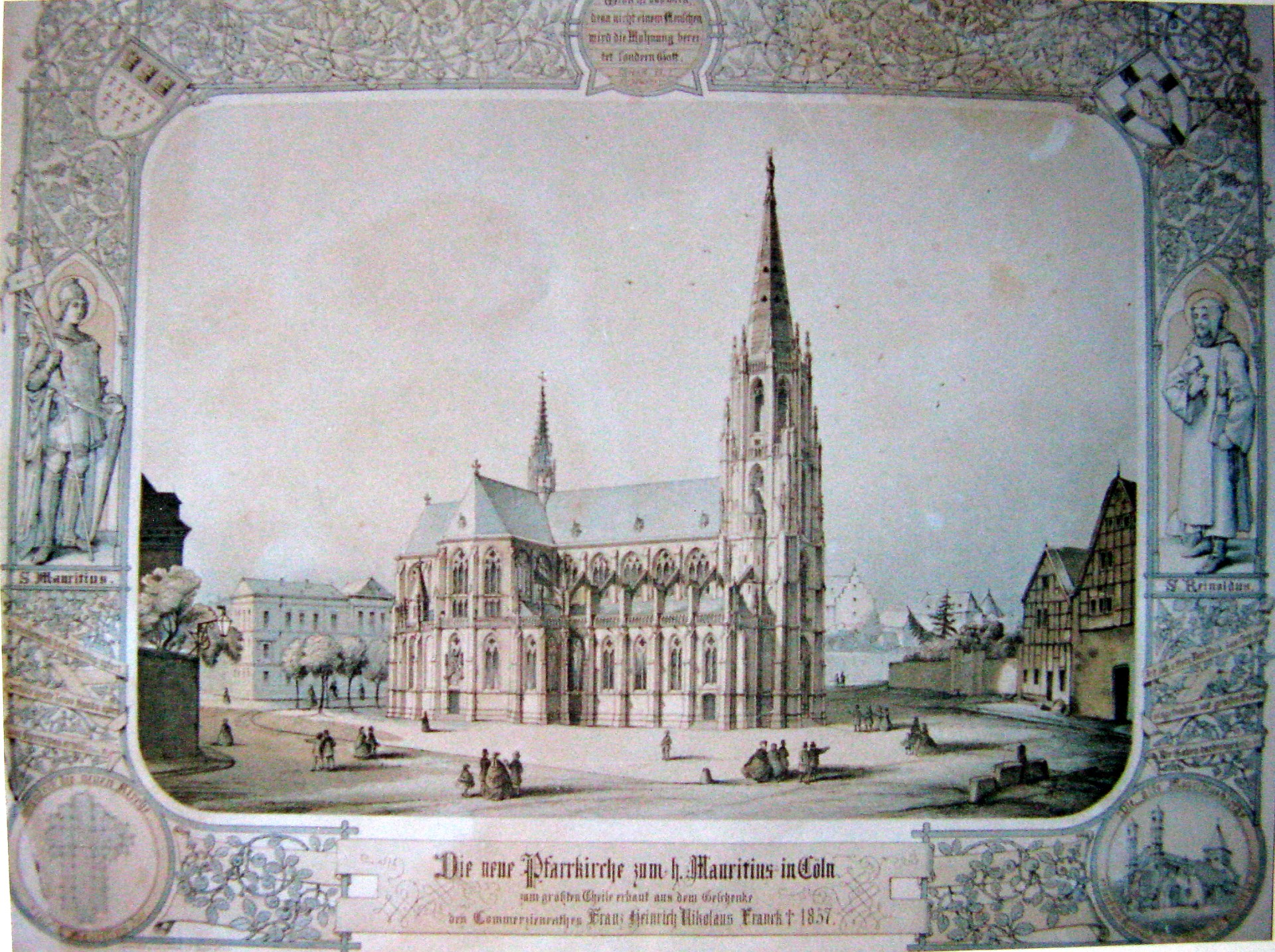
Zeitgenössische Zeichnung der St.-Mauritius-Kirche (1866), Blick aus dem Rinkenpfuhl

Die in Sichtweite der Kirche liegende kleine Frankstraße erinnert mit ihrem Namen an Kommerzienrat Heinrich Nikolaus Frank, den Stifter der neugotischen Kirche. Sie wurde 1865 auf Wunsch des Stifters nach Plänen des Kölner Baumeisters Vincenz Statz erbaut. Die Grundsteinlegung erfolgte im Jahr 1861. Es entstand eine dreischiffige Basilika, deren aufwändige Gestaltung ihrer Ostseite dem Vorbild der Trierer Liebfrauenkirche nachempfunden war. Die Einweihung der damals recht repräsentativen, in gelbem Backstein errichteten Kirche fand Mitte 1865 statt. Die Vollendung des mit einer überlebensgroßen Figur des hl. Mauritius gekrönten Turmes, welcher das Bauwerk im Westen abschloss, erfolgte jedoch erst am Ende des Jahres 1866.

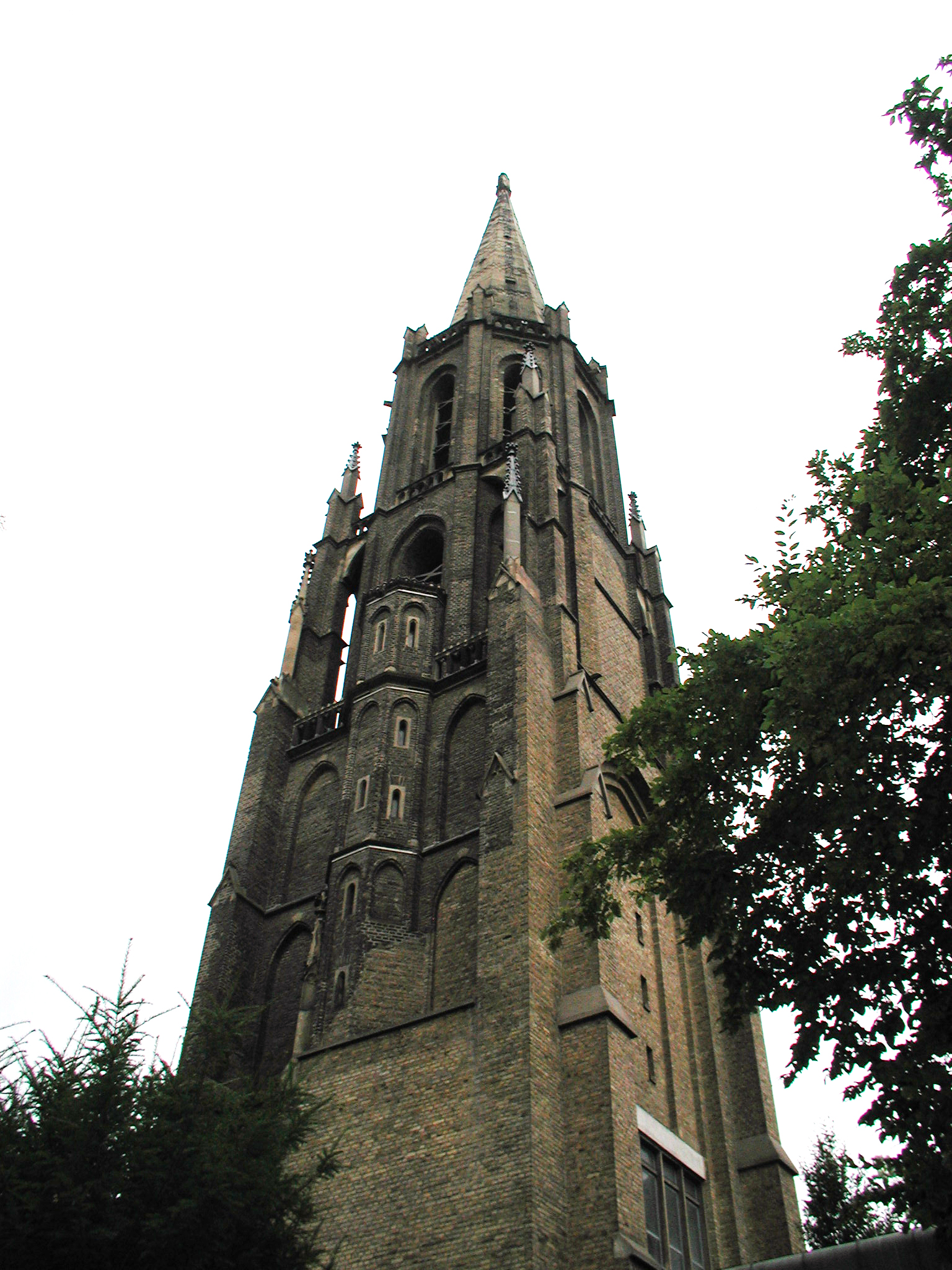
Turm St. Mauritius (1866), Blick von der Jahnstraße.

## Neubau nach dem Zweiten Weltkrieg
Nach 1945 standen nur noch Teile der Außenmauern und der Turm der Kirche. 1956 wurde mit der Errichtung eines jetzt kleineren Kirchenbaues begonnen.

### Polygonale Einraumkirche

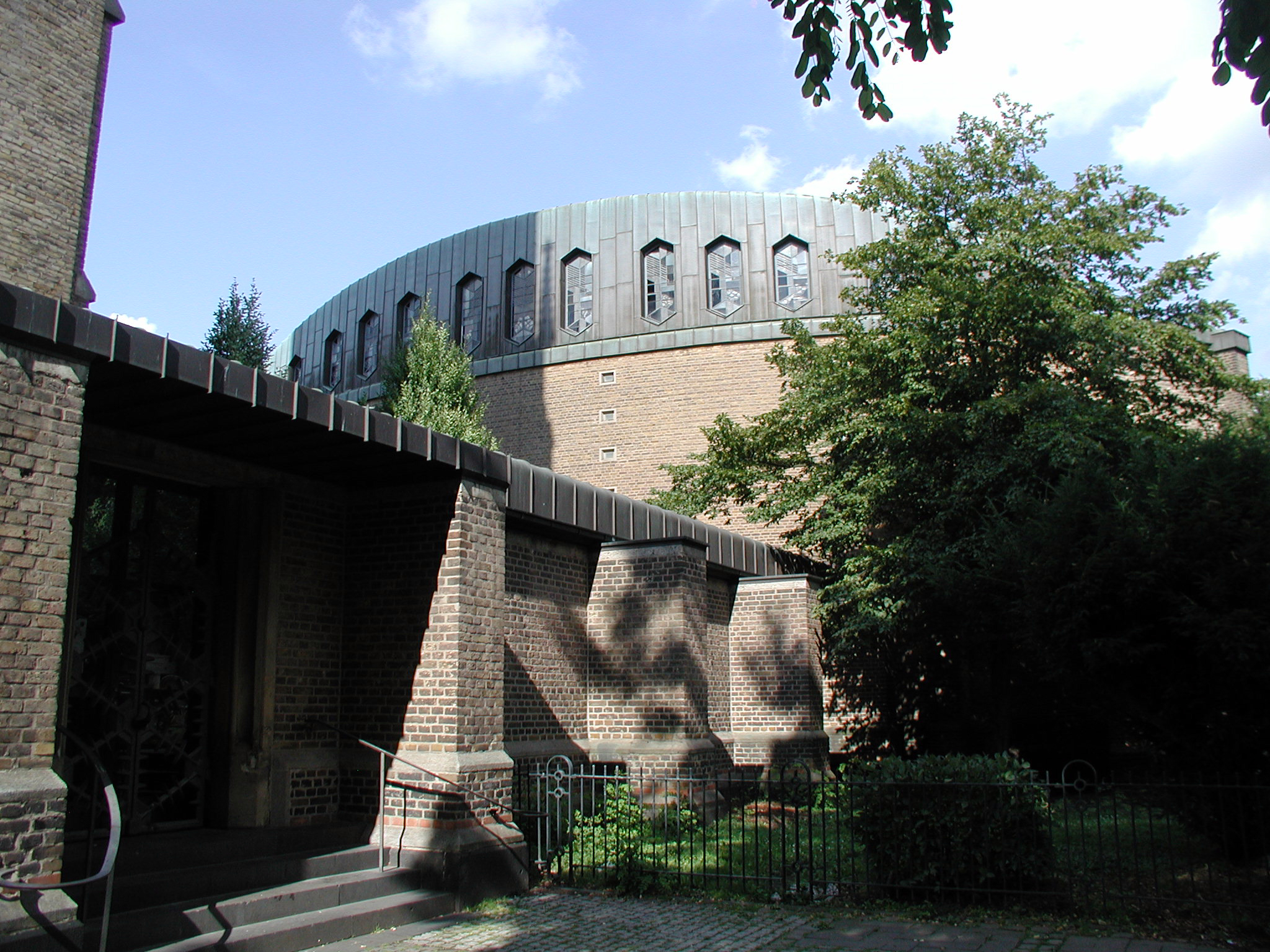
Der Nachkriegsbau von Fritz Schaller

In den Nachkriegsjahren von 1951 bis 1956 erarbeitete der Kölner Architekt Fritz Schaller Pläne zu Neugestaltung und Wiederaufbau des im Zweiten Weltkrieg erheblich beschädigten Kirchengebäudes. Seine Konzeption beinhaltete unter Einbeziehung des Umrisses des teilweise erhaltenen Bauwerks einen quer liegenden, polygonalen Einraum und ein die Ostapsis krönendes
Oktagon als Dach des Chores. Das ehemalige Langhaus gestaltete er um zu einem lichten Innenhof mit überdachten Seitengängen zwischen Kirchenhalle und dem separaten Turm. Der zwar beschädigte, aber in seiner Substanz erhalten gebliebene Turm, die ebenso erhaltenen unteren Partien des Langhauses sowie der Chorbereich wurden so miteinander verbunden und in den Neubau integriert. Die ersten Entwurfszeichnungen Schallers sahen noch den Erhalt des Vierungsgewölbes und der kreuzförmigen Gesamtdisposition vor. Gegen den Wunsch der Gemeinde bestand der Architekt schon früh auf den Erhalt der feingliedrigen, minarettartigen Chorflankentürme. Sie tragen in der Ostansicht maßgeblich zu einer harmonischen Zentralisierung der Baukomposition bei.

### Turm und Portal

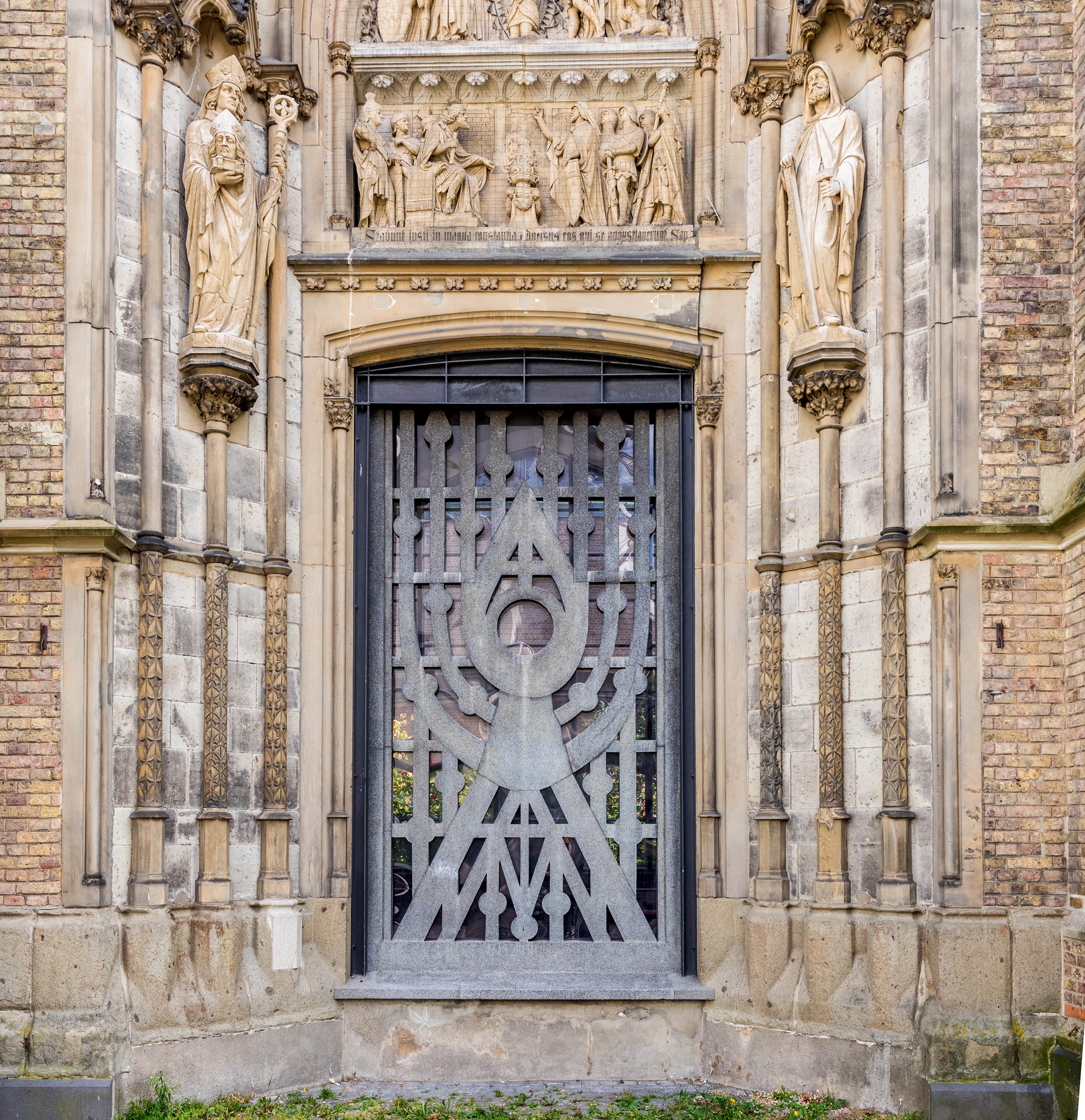
Das ehemalige Hauptportal der Kirche

Auf dem erhalten gebliebenen Turm steht eine etwa 3,50 m hohe, den Schutzpatron der Kirche darstellende Figur des heiligen Mauritius, welche von dem Dombildhauer Peter Fuchs (1829–1889) geschaffen wurde.
Ebenfalls von Fuchs geschaffen wurden die über dem ehemaligen Hauptportal des Turmes befindlichen neugotischen Skulpturengruppen. Sie zeigen die Martyrien der Heiligen Dionysius, Mauritius und Reinoldus. Die Motivwahl des Bildhauers unterstreicht die mittelalterliche Zugehörigkeit der Mauritiuskirche zum Kloster St. Pantaleon. Reinoldus war Mönch in dieser Abtei und wurde von dort tätigen Steinmetzen, deren Aufseher er war, erschlagen.
Das moderne, den ehemaligen Haupteingang ersetzende Fenster zeigt einen von Ludwig Gies entworfenen steinernen siebenarmigen Leuchter.

### Heutige Innenausstattung
Im heutigen Kircheninneren sind von der alten Kirche nur wenige Ausstattungsgegenstände überkommen. Der Kölner Bildhauer Elmar Hillebrand entwarf die neue liturgische Ausstattung der Kirche.
Die Fenster im Rund des Oktogons über dem halbrunden Chor sowie die Fenstergalerien der Seitenwände, in denen die verbliebenen neugotischen Pfeiler der alten Außenmauern nach Schallers Konzeption integriert sind, wurden durch den Kölner Glasmaler Franz Pauli (1927–1970) gestaltet.
Einige besondere Ausstattungsstücke sind ein um 1415 in Köln gefertigtes Gabelkreuz, ein aus dem 17. Jahrhundert stammendes, die Marter des heiligen Reinoldus (vor dem Hintergrund einer Kölner Stadtszenerie) darstellendes Gemälde sowie eine spätgotische Kreuzigungsgruppe im Chor, deren Entstehung um 1520–25 einzuordnen ist.

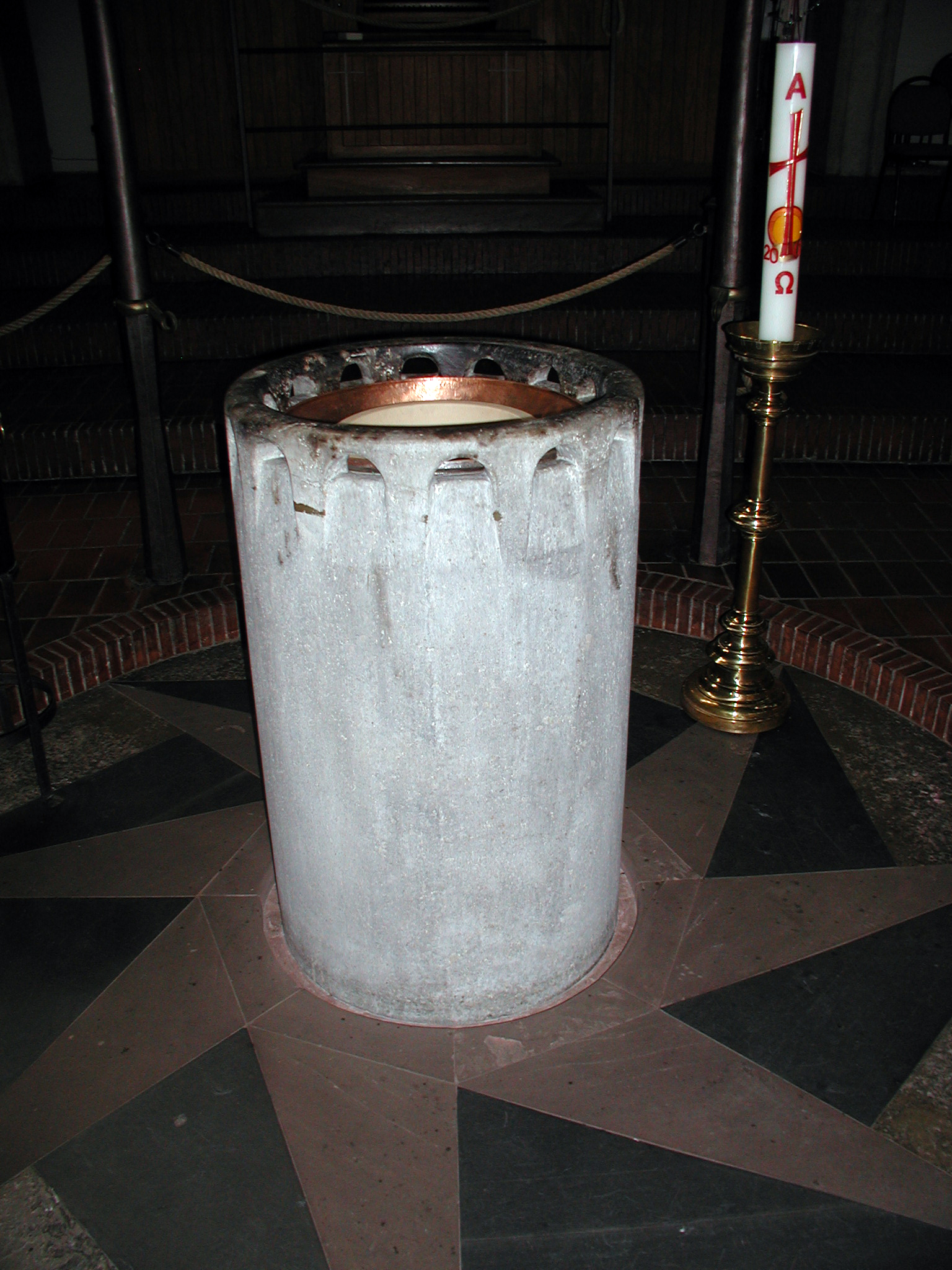
Taufstein in der oberen Kirchenmitte
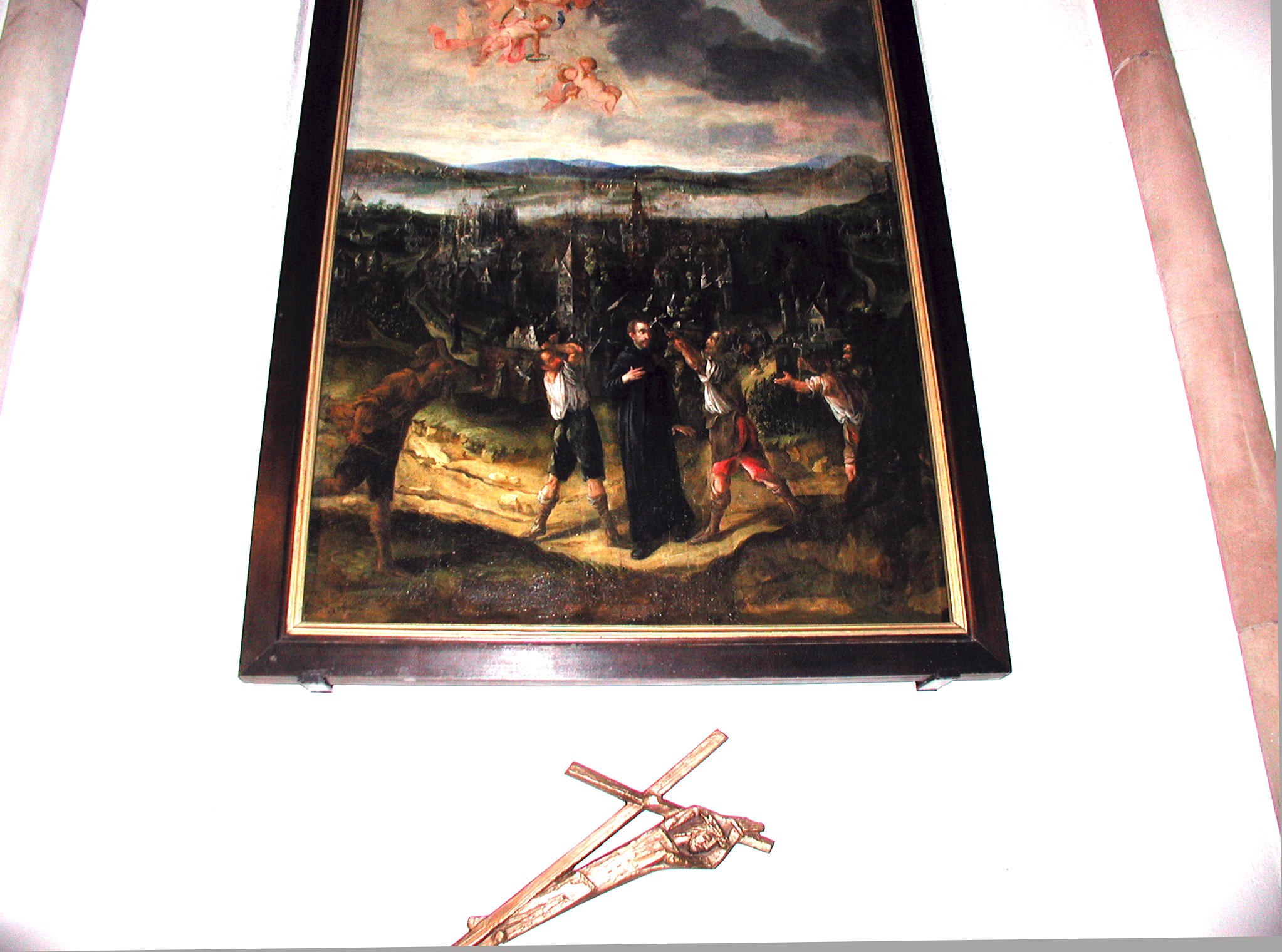
Marter des Reinoldus (17. Jahrhundert)
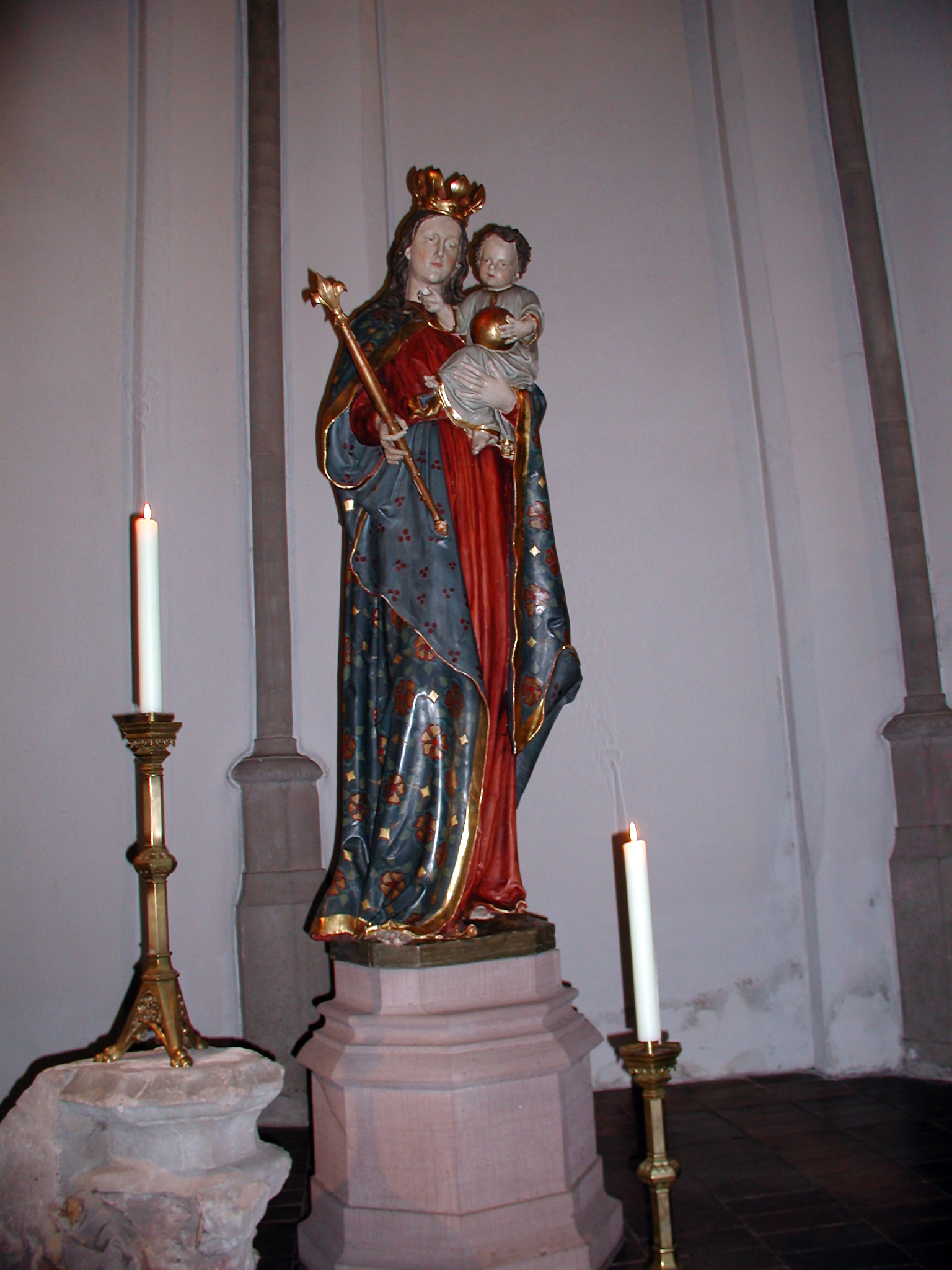
Madonna mit Kind
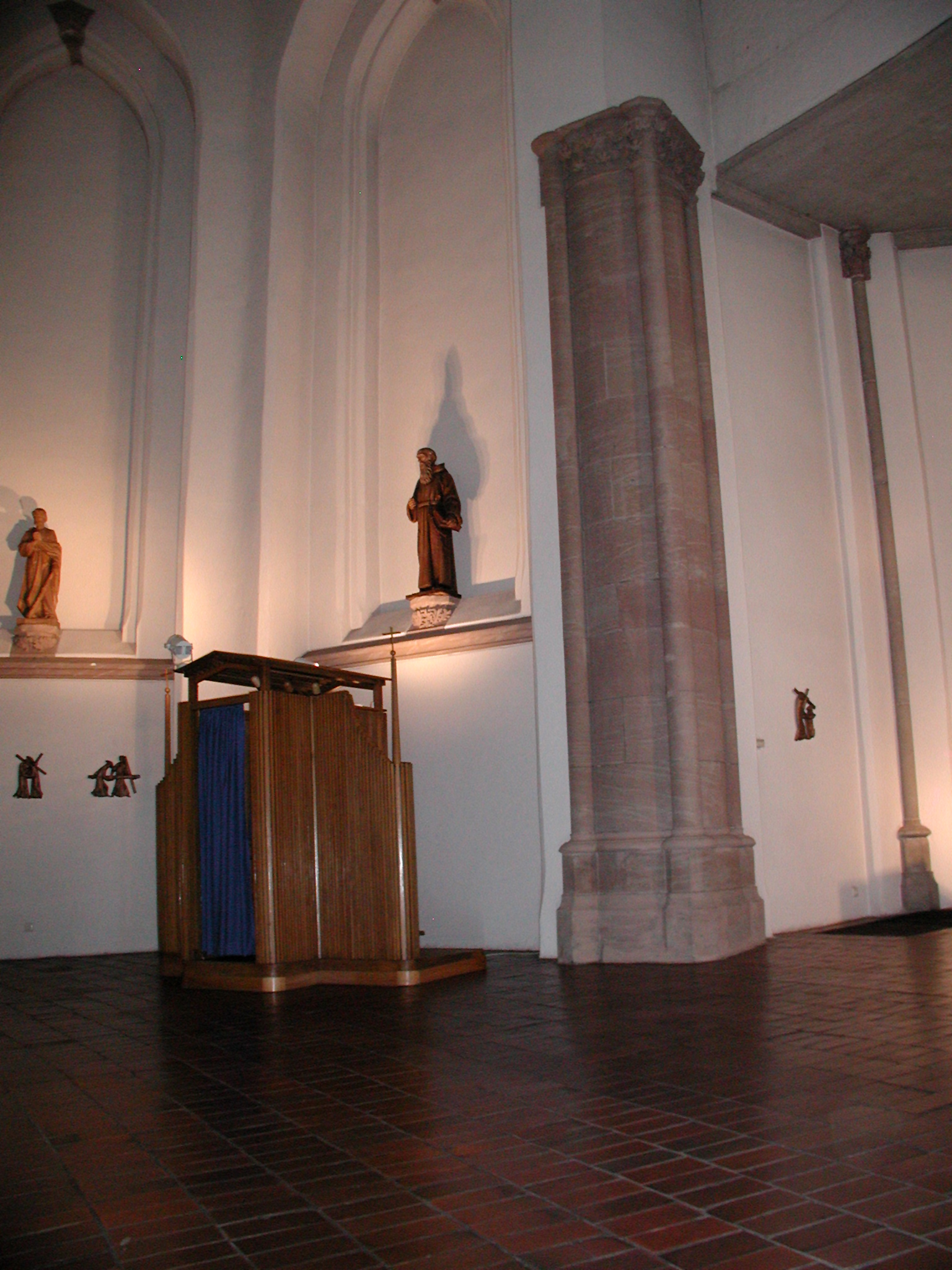
Beichtstuhl in einer der Nischen

### Sonstiges
Eine mit Gittern eingefasste schmale, teilweise mit Bäumen und Strauchwerk bestandene Grünfläche
umschließt die Kirche. Reste eines alten Kirchhofes, Grabkreuze, Stelen oder Epitaphe sind jedoch nicht zu sehen. Der Erdgeschossraum des Kirchturmes, der gartenähnliche Innenhof und Teile des Kirchplatzes wurden als Café genutzt. Eine Besteigung des Kirchturms ist nach Voranmeldung möglich. Seit 1994 wurde St. Mauritius von der Nachbarpfarrei Herz Jesu seelsorgerisch betreut. Heute gehören beide Kirchen zum Sendungsraum Köln-Mitte.

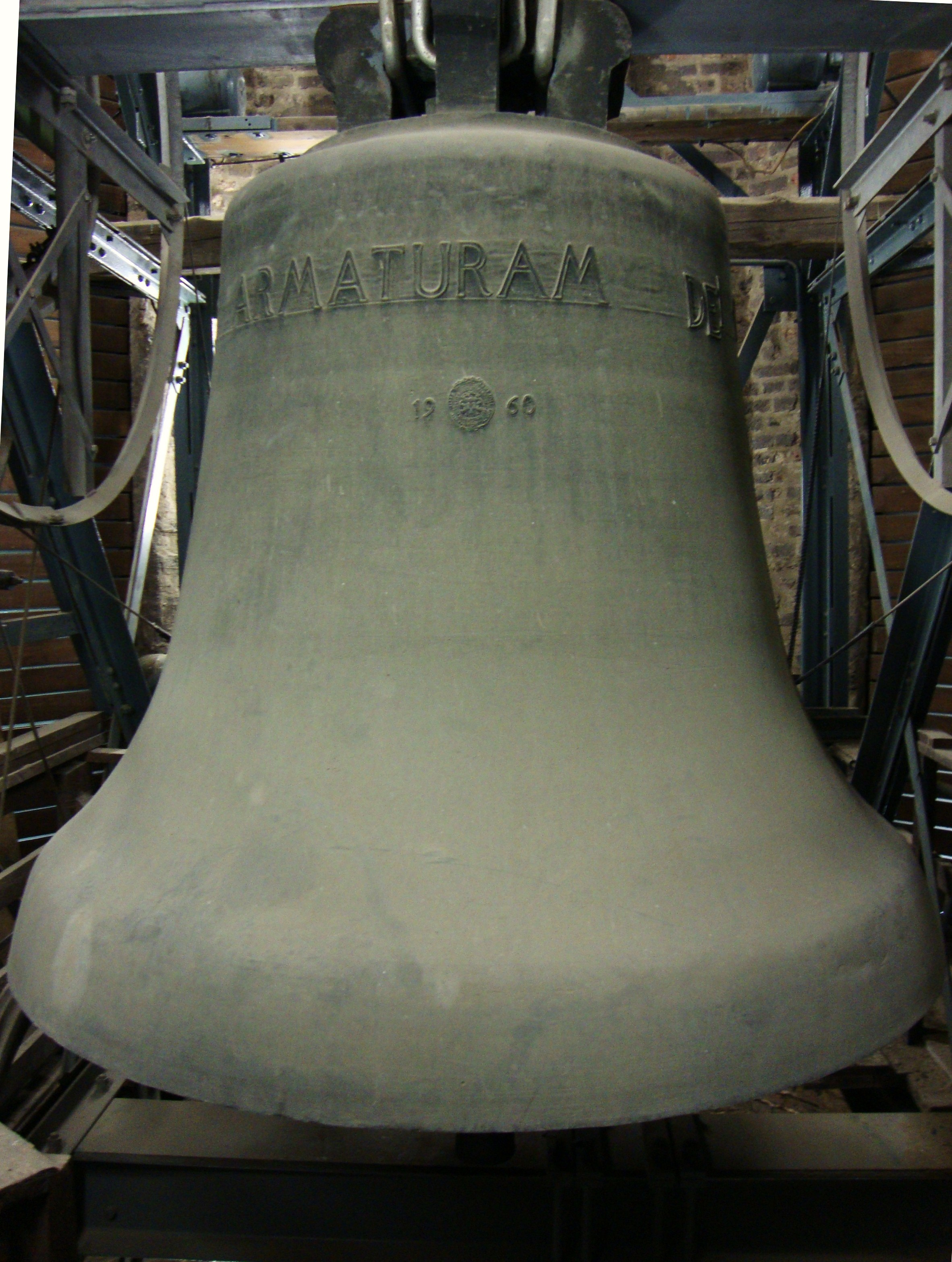
Die Mauritiusglocke

### Glocken
Im Turm hängen fünf Glocken. Sie wurden 1958 (Mauritius 1960) von Hans Hüesker in der Gießerei Petit & Gebr. Edelbrock, Gescher gegossen. Das Vorgängergeläut von 1879 (b0–c1–d1–es1) wurde durch Kriegseinwirkung vernichtet. Die große Mauritiusglocke gehört zu den größten Glocken Kölns und verfügt wegen statischer Probleme über ein Gegenpendel. Sie ertönt jeden Freitag außerhalb der Karwoche um 15 Uhr zur Erinnerung an die Sterbestunde Christi. Die kleinste wurde von Konrad Adenauer gestiftet, der am 25. Januar 1876 in St. Mauritius getauft wurde. Sie dient als Angelusglocke. Zu Werktagsmessen läuten die Glocken Bruder Konrad und Elisabeth, zu Sonntagsmessen Bruder Konrad, Elisabeth, Michael und Maria. An Hochfesten erklingt das Vollgeläut.
| Glocke | Name          | Durchmesser | Masse (ca.) | Schlagton (HT-1/16) | Inschrift                                 |
| ------ | ------------- | ----------- | ----------- | ------------------- | ----------------------------------------- |
| 1      | Mauritius     | 1980 mm     | 4900 kg     | as0 +5              | + HL. MAURITIUS ACCIPITE ARMATURAM DEI    |
| 2      | Maria         | 1550 mm     | 2300 kg     | c1 +4               | + SALVE REGINA 0                          |
| 3      | Michael       | 1291 mm     | 1350 kg     | es1 +5              | + HL. MICHAEL QUIS UT DEUS                |
| 4      | Elisabeth     | 1140 mm     | 0900 kg     | f1 +6               | + HL. ELISABETH CARITAS CHRISTI URGET NOS |
| 5      | Bruder Konrad | 0945 mm     | 0500 kg     | as1 +6              | + HL. BRUDER KONRAD PORTA COELI           |